# Synaps

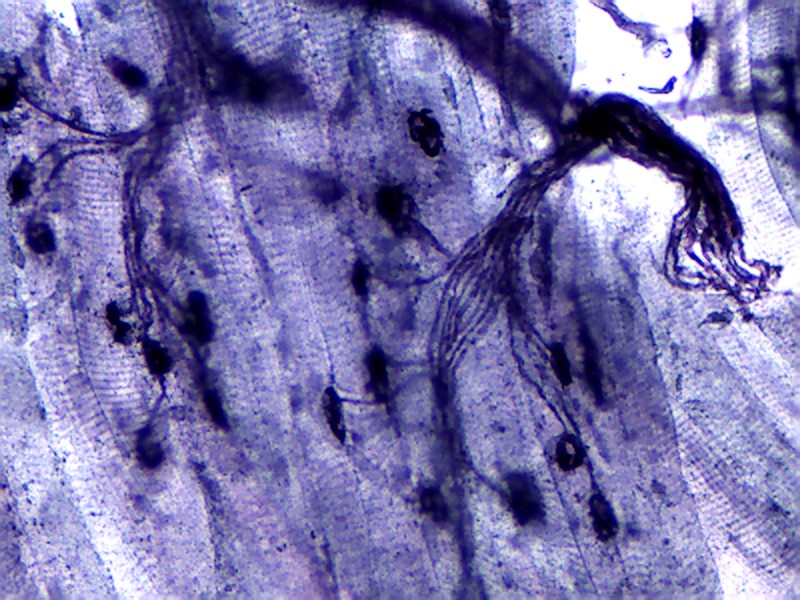
Vertakkingen van een axon van een motorische zenuwcel naar een motorische eindplaat op een spiervezel

Een synaps (v. Gr. σύναψις sunapsis = aanraking, raakpunt of verbinding) is de contactplaats tussen twee zenuwcellen of tussen een zenuwcel en een spiervezel of een zenuwcel en een kliercel of naar dezelfde zenuwcel (autapse), waar door geleide diffusie van ionen zenuwimpulsoverdracht plaatsvindt. Een synaps tussen een zenuwcel en een spiervezel is een myoneurale plaat of motorische eindplaat.

## Bouw en werking

### Algemeen
Synapsen hebben een ventielfunctie, dit wil zeggen dat ze het signaal slechts doorlaten in één richting. Anders zou een geordende informatieoverdracht niet mogelijk zijn. Een synaps bestaat uit een eindknopje in de presynaptische membraan, een synapsspleet (10 - 40 nm) en een postsynaptische membraan. Het eindknopje is een verdikking (diameter ca. 1 micrometer) van een uitloper (axon) van de presynaptische cel. Het bevat een groot aantal synapsblaasjes (vesikels) die een neurotransmitter, bijvoorbeeld acetylcholine, bevatten.

### Presynaptisch deel
Wanneer een zenuwimpuls bij de synaps aankomt, wordt het eindknopje door een actiepotentiaal gedepolariseerd en gaan er transportproteïnen open voor Ca2+-ionen. Hierdoor treden calciumionen binnen via calciumkanalen. Een aantal synapsblaasjes versmelt daardoor met de presynaptische membraan. De inhoud van deze blaasjes, bestaande uit neurotransmittermoleculen komt vrij in de synapsspleet. Het aantal synapsblaasjes dat zich ledigt is afhankelijk van de amplitude (grootte) van de actiepotentiaal.

### Postsynaptisch deel
De neurotransmittermoleculen diffunderen naar de postsynaptische membraan, en binden zich daar aan receptoren die gevoelig zijn voor bepaalde neurotransmitters. Op dat ogenblik is de zenuwimpuls doorgegeven. De werking van neurotransmitters wordt bepaald door de specifieke binding met de receptoren op de postsynaptische membraan. Er zijn in dit opzicht qua werking twee soorten synapsen te onderscheiden; prikkelende en remmende synapsen. Soms spreekt men ook van depolarisatie en hyperpolarisatie. Deze werking wordt bepaald door drie verschillende soorten ionenkanalen: Natrium (Na+)-kanalen, Kalium (K+)-kanalen of Chloride (Cl−)-kanalen. Zo veroorzaken natriumkanalen een prikkelende postsynaptische potentiaal (depolarisatie) en kalium- en chloridekanalen een remmende postsynaptische potentiaal (hyperpolarisatie).

### Neurotransmitters
De geleiding van de prikkel tussen twee zenuwcellen geschiedt via neurotransmitters. Zij worden vrijgemaakt door blaasjes in de presynaptische membraan, en worden daarna ook (gedeeltelijk) en zeer snel opgenomen door de postsynaptische membraan. Elke zenuwcel produceert zijn eigen neurotransmitter. Belangrijkste soorten zijn acetylcholine (ACh) en catecholaminen als dopamine (DA), noradrenaline (NA) en serotonine (5-HT). Deze werken vooral in op prikkelende synapsen. De neurotransmitter gamma-aminoboterzuur (GABA) werkt daarentegen vooral in op remmende synapsen. Onderzoek toont aan dat een groot aantal verschillende eiwitten door de synaptische blaasjes worden afgescheiden. Deze zijn vooral betrokken bij het vrijmaken van neurotransmitters in de synaptische spleet. Hun aantal overtreft bovendien verre het aantal eiwitten dat betrokken is bij de heropname van neurotransmitters door de presynaptische membraan

## Morfologie
Synapsen in het centrale zenuwstelsel zijn in te delen op basis van waar de postsynaptische membraan zich bevindt:
- axodendritisch, wanneer de postsynaptische membraan zich op een dendriet bevindt
- axosomatisch, wanneer de postsynaptische membraan zich op het soma (cellichaam) van een ander neuron bevindt
- axoaxonisch, wanneer de postsynaptische membraan zich op een ander axon bevindt
- dendrodendritisch, wanneer de dendrieten van gespecialiseerde neuronen synapsen met elkaar vormen

## Synapsvorming
De vorming van synapsen is samen te vatten in drie stappen:
1. de formatie van selectieve connecties tussen het ontwikkelende axon en zijn doel
2. de differentiatie van de groeikegel van het axon tot een zenuwuiteinde
3. de uitbreiding/verfijning van het postsynaptisch apparaat

Synaptische plasticiteit is het vermogen van de synaps in sterkte te variëren: de verbinding kan sterker of zwakker worden. Het vormt de basis van leren en geheugen. Synaptogenese is het proces voor de geboorte, of in de vroege ontwikkeling waardoor er nieuwe synapsen in het zenuwstelsel ontstaan. Pruning (wegsnoeien) is het tegenovergestelde, en betekent eliminatie van overbodige synapsen in de vroege ontwikkeling.

## Elektrische synapsen
Een klein deel van de synapsen werkt niet met neurotransmitters, de elektrische synapsen. Tussen het verzendende en ontvangende neuron is bij een elektrische synaps veel minder ruimte, zo'n 3,5 nanometer, dan bij een chemische synaps (20 tot 40 nm)